# Mutual Security Agency
Die Mutual Security Agency (MSA) war ein US-amerikanisches Amt, das im Jahre 1951 im Rahmen des Marshallplans aus dem ECA entstand und die Verwaltung der amerikanischen Unterstützungsgelder zur Aufgabe hatte, unter diesem Namen jedoch lediglich zwei Jahre existierte. Unter anderem wurden von diesem Amt der Bau von insgesamt neun Siedlungen in Deutschland finanziert, die zum Teil noch 50 Jahre nach Errichtung den Namen MSA-Siedlung tragen.

## Zeittafel
Im Jahre 1947 gewann die Regierung Truman die Zustimmung des Kongresses für die militärische und ökonomische Unterstützung Griechenlands und der Türkei. 1948 beschloss der Kongress im Foreign Assistance Act von 1948 den vierjährigen Marshallplan und die Einrichtung der Economic Cooperation Administration (ECA). Der Mutual Security Act wurde 1951 vom US-Kongress beschlossen. Die Economic Cooperation Administration (ECA) wurde abgeschafft und durch die Mutual Security Agency (MSA) ersetzt. 1953 ersetzte die Foreign Operations Administration die Mutual Security Agency und die Technical Cooperation Administration.